# Manrique Larduet
Manrique Larduet (* 10. Juli 1996 in Santiago de Cuba) ist ein kubanischer Kunstturner. Sein bisher größter Erfolg ist der Gewinn der Vizeweltmeisterschaft im Mehrkampf sowie der Bronzemedaille am Barren bei den Turn-Weltmeisterschaften 2015 in Glasgow.